# مدک لشت
مدک لشت شهری است واقع در ناحیه چیترال زیرین، خیبر پختونخوا پاکستان. مردم این شهر از تاجیک‌ها هستند و به گویش فارسی مدک لشتی صحبت می‌کنند.

## تاریخ
مردم مدک لشت در اواخر سده هجدهم به این شهر آمدند. گفته می‌شود که ۷ نفر از منطقه بدخشان افغانستان و تاجیکستان برای تولید سلاح گرم برای پادشاهی خود به چیترال آمدند. کهواری‌زبانان مردم منطقه را که آهن‌فروش بوده‌اند، به بدخشانی می‌شناختند.